# تاریخ دولت فلسطین
تاریخ دولت فلسطین توصیف ایجاد و تکامل دولت فلسطین در کرانه باختری و نوار غزه است.
در قیمومت بریتانیا بر فلسطین، برنامه‌های زیادی برای تقسیم فلسطین بدون توافق همه طرفها ارائه شد. در سال ۱۹۴۷، طرح تقسیم سازمان ملل برای فلسطین به رای گذاشته شد که جنگ عرب‌ها و اسرائیل را به راه انداخت و در سال ۱۹۴۸، با پایان یافتن این حکم، منجر به تأسیس کشور اسرائیل در بخشی از فلسطین شد. قبل از اینکه هر دو سرزمین در جنگ شش‌روزه ۱۹۶۷ توسط اسرائیل اشغال شود، نوار غزه تحت اشغال مصر و کرانه باختری توسط اردن اداره می‌شد. از آن زمان پیشنهادهایی برای تأسیس کشور فلسطین ارائه شده است. برای مثال، در سال ۱۹۶۹، سازمان آزادیبخش فلسطین پیشنهاد ایجاد یک کشور دو ملیتی را در کل قلمرو ارائه داد. این پیشنهاد توسط اسرائیل رد شد، زیرا این امر به منزله انحلال دولت اسرائیل بود. اساس پیشنهادهای فعلی دستیابی به راه حل دو کشور در بخشی از کل فلسطین یا نوار غزه و کرانه باختری از جمله بیت‌المقدس شرقی است که از سال ۱۹۶۷ توسط اسرائیل اشغال شده است.

## زمینه

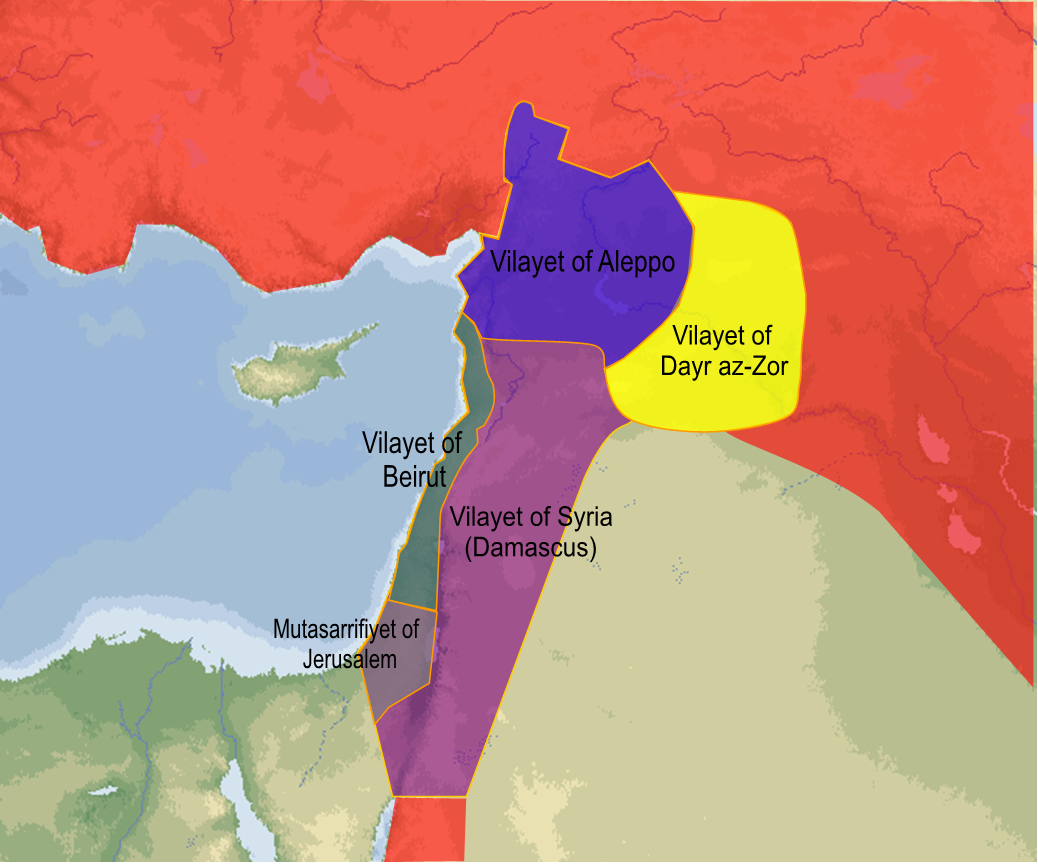
واحدهای اداری در شام تحت امپراتوری عثمانی، تا سال. ۱۹۱۸

### دوران عثمانی
در انحلال امپراتوری عثمانی به دنبال جنگ جهانی اول، کشورهای پیروز اروپا طبق معاملات انجام شده با سایر طرف‌های ذی‌نفع، بسیاری از مناطق تشکیل دهنده آن را به موجب اتحادیه ملل به کشورهای تازه ایجاد شده تقسیم کردند. در خاورمیانه، سوریه (از جمله لبنان مسیحی خودمختار عثمانی و مناطق اطراف آن که به جمهوری لبنان تبدیل شد) تحت کنترل فرانسه درآمد، در حالی که بین‌النهرین و فلسطین به انگلیس‌ها اختصاص یافتند.
اکثر این کشورها در طی سه دهه بعد بدون مشکل زیادی به استقلال دست یافتند، اگرچه در برخی رژیم‌ها، میراث استعمار با اعطای حقوق انحصاری بازار / تولید نفت و نگهداری نیروها برای دفاع از آن ادامه یافت. با این حال، پرونده فلسطین همچنان مشکل ساز بود.
ناسیونالیسم عربی پس از جنگ جهانی دوم احتمالاً با الگو گرفتن از ناسیونالیسم اروپایی در حال افزایش بود. اعتقادات پان عربیستی خواستار ایجاد یک کشور سکولار واحد برای همه اعراب بود.

### قیمومت بریتانیا بر فلسطین
فلسطین تحت سرپرستی بریتانیا یک نهاد ژئوپلیتیک بود که در سال‌های ۱۹۲۰ تا ۱۹۴۸ در منطقه فلسطین و به عنوان بخشی از تقسیم‌بندی امپراتوری عثمانی پس از جنگ جهانی اول و به سرپرستی امپراتوری بریتانیا تشکیل شد.
در جریان جنگ جهانی اول، در شرایطی که اعراب علیه عثمانی شورش کرده بودند، نیروهای اعزامی مصری تحت فرمان امپراتوری بریتانیا تحت فرمان فرمانده ادموند آلبمی، در جریان کمپین سینا و فلسطین، موفق شدند ترک‌ها را از شام بیرون کنند. بریتانیا با مکاتبات مک ماهون-حسین موافقت کرد و اعلام کرد استقلال اعراب را به شرطی که ضد عثمانی‌ها قیام کنند، ارج می‌نهد. اما دو طرف تفسیر متفاوتی از توافق داشتند و در نهایت بریتانیا و فرانسه، کل منطقه را طبق توافق‌نامه سایکس–پیکو بین خود تقسیم کردند که این برای اعراب به منزلهٔ خیانت بود. مشکل دیگری که قضیه را از این نیز پیچیده‌تر می‌کرد، بیانیه بالفور بود که به یهودی‌ها قول می‌داد که بریتانیا از آنان برای فراهم کردن خانه‌ای ملی برای خود پشتیبانی کند.

### طرح تقسیم فلسطین
در ۲۹ نوامبر ۱۹۴۷ میلادی، سازمان ملل متحد، طرح تقسیم سرزمین فلسطین به دو کشور اسرائیل و فلسطین و اداره شهر بیت‌المقدس («اورشلیم» نزد اسرائیل و «قدس» نزد فلسطین)، به صورت بین‌المللی را تصویب کرد. از تاریخ ۳۰ نوامبر ۱۹۴۷ تا ۱۴ مه ۱۹۴۸ میان شبه‌نظامیان یهودی و فلسطینی، نبردهای خونینی درگرفت. نهایتاً در ۱۴ مه ۱۹۴۸ هم‌زمان با پایان قیومیت بریتانیا بر فلسطین، اسرائیل با صدور منشور استقلال، اعلام موجودیت کرد. یک روز پس از اعلام استقلال، همسایگان عرب برای دفاع از مردم فلسطین به‌طور هم‌زمان به اسرائیل حمله کردند که متحمل شکست شدند. از آن پس، مجموعه‌ای از درگیری‌های نظامی بین نیروهای اسرائیلی و کشورهای عرب رخ داده که جنگ ۱۹۴۸، جنگ ۱۹۵۶، جنگ شش‌روزه ۱۹۶۷ و جنگ یوم کیپور ۱۹۷۳ مهم‌ترین آن‌ها بوده‌اند.

### جنگ شش‌روزه
جنگ شش‌روزه ۱۹۶۷ نبردی بود که از ۵ ژوئن تا ۱۰ ژوئن ۱۹۶۷ میان اسرائیل و کشورهای عربی مصر، سوریه و اردن رخ داده و با پیروزی مطلق اسرائیل به پایان رسید. این نبرد نقطه اوج بحرانی بود که از تاریخ ۱۵ مه تا ۱۲ ژوئن ۱۹۶۷ به درازا انجامید و در آن اسرائیل با شکست ارتش چند کشور عربی قسمتی از خاک آن‌ها را تصرف کرد.
این جنگ با حمله هوایی ناگهانی اسرائیل به پایگاه‌های هوایی مصر در ۵ ژوئن ۱۹۶۷ آغاز شد و اسرائیل طی ۶ روز موفق شد تا نوار غزه و صحرای سینا را از کنترل مصر، شرق اورشلیم و کرانه باختری رود اردن را از کنترل اردن و بلندی‌های جولان را از کنترل سوریه خارج کند. کشورهای عربی همچون عراق، عربستان سعودی، تونس، سودان، مراکش، الجزایر، لیبی و کویت نیز به اسرائیل اعلام جنگ داده و با اعزام نیروهای کمکی به یاری اردن، مصر و سوریه شتافتند. نتایج این جنگ در ساخت ژئوپلتیک منطقه تأثیرگذار بوده است.

## گاهشمار

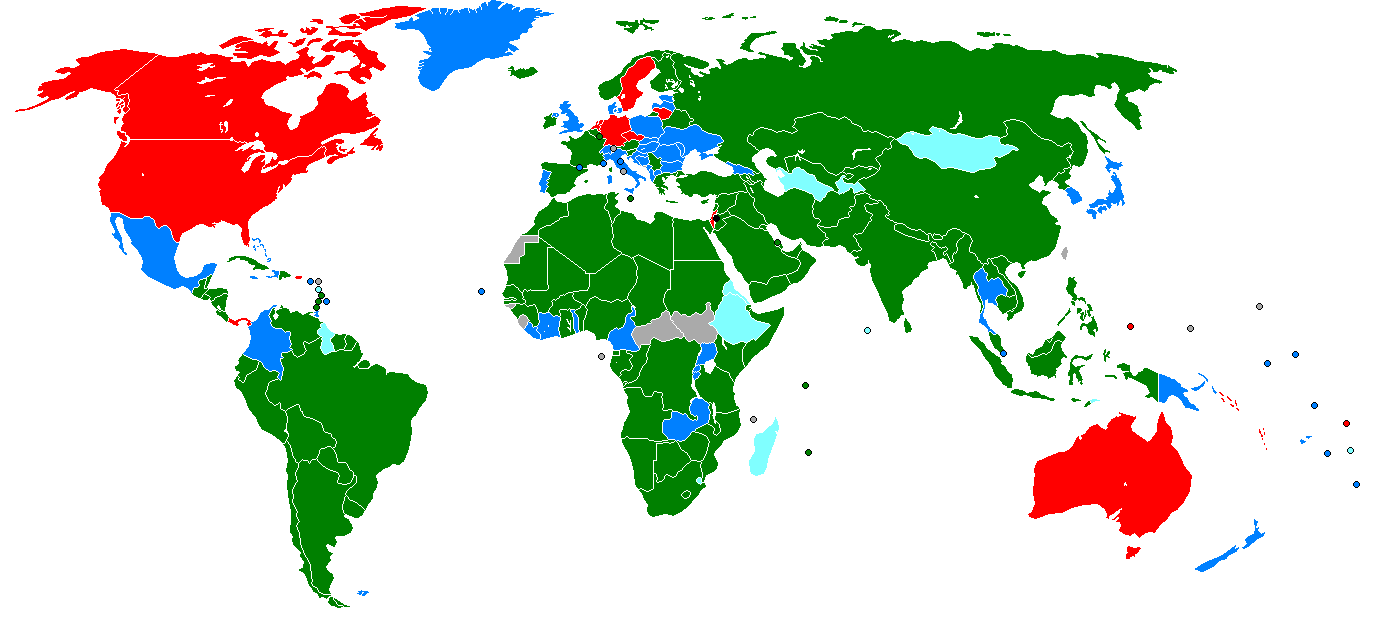
نتایج رای‌گیری برای عضویت فلسطین در یونسکو، در ۳۱ اکتبر ۲۰۱۱

### اعلامیه دولت در سال ۱۹۸۸
یک اعلامیه است که شاعر فلسطینی محمود درویش آن را نوشت و یاسر عرفات در ۱۵ نوامبر ۱۹۸۸ آن را اعلام کرد. قبلاً شورای ملی فلسطین (بدنه قانون‌گذاری سازمان آزادی‌بخش فلسطین) آن را با ۲۵۳ رای موافق، ۴۶ رای مخالف و ۱۰ رای ممتنع تصویب کرده بود. این بیانیه در پایان جلسه ۱۹ شورای ملی فلسطین همراه با تشویق خوانده شده بود. در مارس ۱۹۸۹ شورای مرکزی سازمان آزادیبخش فلسطین یاسر عرفات را به عنوان اولین رئیس‌جمهور کشور فلسطین انتخاب کرد.

### تشکیلات خودگردان فلسطین (۱۹۹۴)
یک سازمان اداره موقت است که حکومت بر بخش‌هایی از کرانه باختری رود اردن و تمام مناطق نوار غزه را بر عهده دارد. پس از جنگ داخلی فلسطین در سال ۲۰۰۷ که به موفقیت حماس در به دست گرفتن کنترل نوار غزه انجامید، قلمرو تحت کنترل حکومت خودگردان به کرانه باختری محدود شده است.
تشکیلات خودگردان فلسطینی در سال ۱۹۹۴ و متعاقب پیمان اسلو بین سازمان آزادی‌بخش فلسطین و اسرائیل و به عنوان یک حکومت انتقالی پنج ساله تأسیس گردید تا در این مدت مذاکرات نهایی دو طرف انجام پذیرد.
طبق پیمان اسلو کنترل مسائل امنیتی و کشوری مناطق شهرنشین و فقط کنترل مسائل کشوری مناطق روستایی به حکومت فلسطین تفویض گردید. بقیهٔ مناطق، و از آنجمله مناطق مسکونی اسرائیل، منطقهٔ درهٔ اردن و جاده‌های عبوری بین مناطق فلسطینی‌نشین تحت کنترل انحصاری اسرائیل باقی می‌ماند و بیت‌المقدس شرقی هم از شمول مفاد این پیمان مستثنی گردید.
تشکیلات خودگردان فلسطینی را نباید با سازمان آزادی‌بخش فلسطین (ساف) اشتباه گرفت. ساف تنها نهادی است که به عنوان نماینده مردم فلسطین در سطح بین‌المللی شناخته می‌شود و در سازمان ملل نیز عضویت دارد. اما دولت خودگردان به امور داخلی مناطق فلسطینی‌نشین می‌پردازد.

### تقسیم فتح و حماس
این درگیری از هنگام پیروزی حماس در انتخابات مجلس فلسطین ۲۰۰۶ آغاز شد. در نیم‌روز ۵ مه ۲۰۰۷ به شکل یک جنگ مسلحانه درآمد و اوج آن از ۷ تا ۱۴ ژوئیه ۲۰۰۷ در غزه بود که طی نبرد غزه ۲۰۰۷ با موفقیت حماس و اشغال سازمان‌های امنیتی حکومت خودگردان فلسطین توسط گردان‌های عزالدین قسام به پایان رسید. از آن پس فلسطین در عمل به دو دولت مجزا در نوار غزه و کرانه باختری رود اردن تجزیه شده است.
در طول این نبردها که هم‌اکنون نیز ادامه دارد، آسیب‌های شدیدی به فلسطینیان به‌ویژه در نوار غزه وارد آمده و گزارش‌های متعددی از نقض فاحش حقوق انسان‌دوستانه وجود دارد. برخی از مقامات از جمله وزیر خارجه مصر احمد ابوالغیط ایران را متهم به تشویق و تجهیز حماس برای آغاز این نبرد می‌کنند

## رسمیت فلسطین به عنوان یک کشور
طرح رسمیت دولت فلسطین برای اولین بار توسط سازمان آزادی‌بخش فلسطین در ۱۵ نوامبر ۱۹۸۸ در الجزایر تشکیل شد. کشورهای عضو سازمان ملل متحد در زمان حکمرانی محمود عباس به درخواست فلسطینی‌ها رای موافق دادند و از نهاد ناظر (سازمان آزادی‌بخش فلسطین) به کشور ناظر غیرعضو ارتقاء پیدا کرد. در رأی‌گیری شب ۲۹ نوامبر ۲۰۱۲ در مجمع عمومی سازمان ملل، ۱۳۸ کشور رای موافق و ۹ کشور رای مخالف، عبارت از آمریکا، کانادا، اسرائیل، جمهوری چک، پاناما و چهار کشور جزیره‌ای کوچک واقع در میکرونزی اقیانوس آرام، و ۴۱ کشور رای ممتنع دادند. به این ترتیب موقعیت فلسطین در سازمان ملل مشابه موقعیت سریر مقدس است.
کشور فلسطین در سال ۲۰۱۴ درخواست عضویت به ده نهاد بین‌المللی را ارائه داد و در ماه آوریل به عضویت کنوانسیون ژنو درآمد.
سوئد در سال ۲۰۱۴ اعلام کرد که فلسطین را به‌عنوان یک کشور به رسمیت می‌شناسد.